# Дери (Север)
Дери (фр. Dehéries) насеље је и општина у североисточној Француској у региону Север-Па д Кале, у департману Север која припада префектури Камбре.
По подацима из 2011. године у општини је живело 43 становника, а густина насељености је износила 22,99 становника/km². Општина се простире на површини од 1,87 km². Налази се на средњој надморској висини од 150 метара (максималној 151 m, а минималној 125 m).

## Демографија
| 1962. | 1968. | 1975. | 1982. | 1990. | 1999. | 2011. |
| ----- | ----- | ----- | ----- | ----- | ----- | ----- |
| 12    | 28    | 31    | 37    | 33    | 37    | 43    |

График промене броја становника у току последњих година